# فیلیپ لوک
فیلیپ لوک (انگلیسی: Philip Locke؛ ۲۹ مارس ۱۹۲۸ – ۱۹ آوریل ۲۰۰۴) بازیگر اهل بریتانیا بود. وی بین سال‌های ۱۹۵۶ تا ۱۹۹۸ میلادی فعالیت می‌کرد.
از فیلم‌ها یا برنامه‌های تلویزیونی که وی در آن نقش داشته است، می‌توان به گلوله آتشین، خرده‌پولی از بهشت و آیوانهو اشاره کرد.